# Charles Charvet de Blenod
Charles Charvet de Blenod Charles, Alexandre, Hubert Charvet (Nancy, 3 de abril de 1760 - Pont-à-Mousson, 18 de diciembre de 1813) fue un funcionario francés, primer prefecto de los Pirineos Orientales.

## Biografía
Nació en el seno de una familia de la nobleza francesa, era señor de Blénod y Jezainville. Era  titulado en derecho y fue el primer advocat  del Parlamento de Nancy en 1788. En marzo de 1789 fue comisionado para que redactase los cuadernos de quejas de la nobleza de la alcaldía de Pont-à-Mousson para los Estados Generales de Francia.

### Primer prefecto de los Pirineos Orientales
El 17 de febrero de 1800, Napoleón Bonaparte aprobó la ley que instituía los prefectos que debían gobernar los departamentos franceses. Charles Charvet de Blénod fue incluido en la lista de prefectos de los Pirineos Orientales el 2 de marzo y tomó posesión efectiva el 24 de abril del mismo año. A partir de la toma de posesión, tuvo que nombrar a los alcaldes de todas las comunidades de los Pirineos Orientales de la ciudad de Perpiñán, trabajo que no terminó hasta  octubre de 1800.
Charvet se había dado cuenta, ya en julio de 1800, que el nivel de la enseñanza primaria del departamento era claramente insuficiente. Faltaban escuelas, profesores (y los pocos que había  estaban muy mal pagados) y alumnos. Los habitantes, mayoritariamente catalanófonos, comprendían muy mal el francés. Para mejorar la situación, en septiembre de 1800 dirigió un informe al gobierno pidiendo que se subieran los sueldos de los educadores pero el escrito fue en vano. Emprendió otras  tareas, como el enaltecimiento de los valores republicanos, mediante la celebración de fiestas laicas; el rigor en los registros del estado civil mediante la dedicación de los nuevos alcaldes; la organización interna del departamento y, finalmente, el desarrollo de la agricultura. A este último efecto, publicó el primer periódico bilingüe catalán-francés de la historia del Rosellón, el Libro de instrucciones, de avisos, y experiencias tenidas, que se publicó entre enero y marzo de 1801
Fue cesado de sus funciones el 4 de marzo de 1801.  y reemplazado por el general Joseph Magdelaine Martin.

### Paso del Simplon
Poco después, el 8 de julio de 1801, fue designado comisario gubernamental cuando las obras del paso del Simplon pasaron de la gestión militar al ámbito civil. El decreto de nombramiento, de 8 de julio de 1801 (19 de mesidor del año 9 según el calendario republicano francés) precisaba el  artículo de la siguiente manera: «Il sera établi un commissaire du gouvernement, chargé sous l'autorité du ministre de l'Intérieur, de l'administration, surveillance, police et comptabilité des travaux de la route du Simplon».
Permaneció en el cargo hasta 1803.